# Mazatlán
Mazatlán (del náhuatl: Masatlan ‘Tierra de venados’) es una ciudad ubicada en el estado mexicano de Sinaloa, cabecera del municipio del mismo nombre. Es apodada como «La perla del Pacífico». De acuerdo con el censo de población y vivienda 2020, Mazatlán tenía una población de 441 975 habitantes por lo que se mantiene como la segunda ciudad más poblada de Sinaloa, después de Culiacán.
El puerto de Mazatlán es uno de los principales destinos turísticos de playa de México del litoral del océano Pacífico. Se ubica a 21 kilómetros al sur del trópico de Cáncer. La ciudad se ha ido extendiendo con nuevas colonias, infraestructura, complejos turísticos y muchos kilómetros de playa localizada a lo largo de la zona costera que recorre 17 kilómetros.

## Historia
Mazatlán fue fundado el 14 de mayo de 1531 por una comisión enviada por el conquistador español Nuño de Guzmán, mismo que denominaron Islas de Maztlán. La zona estaba habitada por grupos indígenas locales como los totorames, xiximes y tepehuanes, quienes le dieron el nombre que trasciende hasta nuestros días.
Posteriormente, en 1576 se construye el presidio de San Juan Bautista Mazatlán, en lo que actualmente se denomina Villa Unión. El puerto de Mazatlán servía como referencia para llegar por el mar al Presidio. 
El 23 de marzo de 1792 el rey Carlos IV de España se decreta al virrey de la nueva España, don Juan Vicente Gómez Pacheco y Padilla, establecer el primer gobierno militar y político, asignando a esa función a José de Garibay, dándole así una existencia oficial al territorio hasta entonces dependiente en lo administrativo de las autoridades de Copala.  
Entre este acontecimiento y hasta finalizar la Guerra de independencia, (1810-1821) en la que los mestizos pelearon bajo las órdenes del insurgente José María González Hermosillo, comenzó a habitarse de manera permanente el puerto de Mazatlán.
La apertura del puerto decretada por las autoridades coloniales españolas, ratificada por el primer congreso mexicano en 1822, produjo un crecimiento acelerado de población e influencia económica del recién creado puerto de Mazatlán, que en apenas dos décadas de existencia es la sede de los poderes aduanales y militares del estado, recibiendo por su propia naturaleza a diversos comerciantes extranjeros. 
Mediante decreto del Estado de Occidente, del 11 de septiembre de 1828, Presidio de Mazatlán fue denominada Villa Unión. En 1833, hubo una epidemia de cólera en la zona. Ese año intentaron ponerle el nombre de Costilla a propósito del apellido de personajes de Concordia pero la iniciativa no prosperó. En 1828 contaba ya con 5,000 habitantes, y ese año se trasladó la aduana que estaba en El Rosario al puerto, para una mejor funcionalidad. En 1830, logró desbancar ya a San Blas y a Guaymas en movimiento mercantil como puerto. En 1837 se establece el primer Ayuntamiento de Mazatlán. En 1840, la influencia y poder de inmigrantes extranjeros a la ciudad ya se hacía notar aunque de manera indirecta porque no era legal de otra forma. 
El 17 de febrero de 1847 el puerto de Mazatlán fue bloqueado por los norteamericanos en la Guerra contra México. En 1850, la fragata francesa Cordelliere intentó arribar al puerto siendo rechazada por los marinos mexicanos. En 1871, intentó desembarcar una tripulación inglesa siendo también rechazada. 
Estas guerras que cimbraron al país y la región durante las siguientes décadas llevaron a más de un militar a la gubernatura del estado, los cuales convertían a Mazatlán en su capital de facto, dado que aquí se encontraba su cuartel y los comerciantes que, aprovechando la situación, les sobornaban para realizar actividades de contrabando y excepción de impuestos.
Así pues, el puerto ostentaría los poderes estatales durante una parte de la Intervención estadounidense, la Revolución de Ayutla, la guerra de Reforma, la Segunda Intervención francesa (durante la que el puerto se cubriría de gloria en la Batalla de Mazatlán) y, finalmente, la Revolución de La Noria, al final de la cual el gobernador juarista Eustaquio Buelna decide retornar dichos poderes a la ciudad de Culiacán. Hasta ese evento, cada conflicto nacional estuvo cargado en el estado por las constantes luchas entre los comerciantes y políticos de ambas ciudades.
Durante el Porfiriato, Mazatlán vive una de sus mayores épocas de esplendor comercial y cultural, apenas empañado por las dos grandes epidemias y las constantes tormentas que lo embistieron durante ese mismo periodo. De esta época son la mayoría de los iconos arquitectónicos y culturales más importantes del puerto, como el Teatro Ángela Peralta, la Catedral Basílica, el Fuerte 31 de Marzo, la Cerveza Pacífico, el Carnaval de Mazatlán y los inicios de la Banda sinaloense, entre otros. También es en este lapso cuando se crean las primeras sociedades y asociaciones de obreros y comerciantes en el puerto, como la Unión de Artesanos de 1875 o la Cámara de Comercio de 1885, pioneras de los sindicatos y organismos empresariales del México decimonónico. A la par de estos, se formaron nuevos grupos de intelectuales y artistas que trabajaban y bebían de las publicaciones de periódicos como La Tarántula o El Correo de la Tarde, desde donde atacaban y defendían al régimen por igual escritores de la talla de Amado Nervo, José Juan Tablada, Heriberto Frías y Genaro Estrada. De estos grupos surgiría durante la primera década del siglo XX el primer partido político antirreeleccionista del estado, unido abiertamente a la campaña de Francisco I. Madero.
En 1880 se separó Villa Unión de Mazatlán.
Llegada la revolución mexicana, Mazatlán sería sitiado dos veces y volvería a ser, por última vez y brevemente, capital de Sinaloa. Este conflicto se prolongaría hasta la primera mitad del siglo XX, en parte por los pleitos agraristas de la región, surgidos entre los antiguos terratenientes y sus peones, y por las luchas de poder que se sucedieron entre los caudillos revolucionarios y la vieja clase política. Estos acontecimientos alteraron irreversiblemente la economía local, pasando de tener una influencia notable en la industria metalúrgica, textil y mercantil, a una basada principalmente en la explotación pesquera y en un naciente turismo de playa, casi siempre ligados entre sí. El asesinato del gobernador Rodolfo T. Loaiza, en pleno baile del carnaval de 1944, fue el punto final de este periodo. A partir de 1950, Mazatlán crece exponencialmente, debido a la constante inmigración desde las zonas rurales, hacia el noreste, y a la construcción de complejos hoteleros sobre el malecón y la naciente Zona Dorada al noroeste. Hacía 1990 se promueve y consigue el rescate del centro histórico de Mazatlán y con ello se abren los museos de arte y antropología, se reinaugura el teatro Ángela Peralta y se crea el Festival Cultural Mazatlán, entre otros que han perdurado hasta nuestros días. En 1990 fue uno de los primeros municipios en experimentar la alternancia política en su presidencia municipal tras muchas décadas de gobiernos sucesivos del Partido Revolucionario Institucional al ganar las elecciones Humberto Rice García del Partido Acción Nacional.

## Geografía
La ciudad de Mazatlán se hacía el suroeste del municipio de Mazatlán, las coordenadas del centro de la ciudad son: 23°12′1″ latitud norte y 106°25"19 longitud oeste; se ubica a alrededor de 10 m s. n. m.

### Edafología
La conformación de los suelos presentan dos tipos: Los primeros son de tipo podzólico caracterizados por un horizonte fluvial fuertemente blancuzco con una cubierta exterior en lecho de color café con detritus orgánicos; estos suelos presentan como carácter principal un horizonte espódico, que para su estudio se clasifica en 5 clases: a) podzol humo-férrico, b) húmicos, c) plácido, d) férrico y e) gléyico.
Los humo-férricos se identifican por una relación porcentual entre hierro libre y carbono de 6 o menos a más de 6 respectivamente; los húmicos se agrupan por una materia orgánica dispersa y aluminio; los plácidos se definen por un delgado "pan" de hierro en o sobre el horizonte.
Los espódicos en algunas ocasiones presentan características que indican la saturación con agua en algún período del año, el suelo férrico como su nombre indica, se compone en su mayor parte por hierro; el podzol gléyico que además del horizonte espódico que se presenta en él, observa un panorama de gley, el cual muestra particularmente la saturación con agua en algún período del año.
Los segundos son los suelos lateríticos, que se localizan en la vertiente sureste del municipio, donde las estribaciones de la sierra madre occidental llegan al mar, dichos suelos son propios de las regiones tropicales lluviosas, presentándose en ellos pequeños mosaicos de dos tipos: (rojos y amarillos) propios de zonas templadas húmedas de medio subtropical.

### Litoral

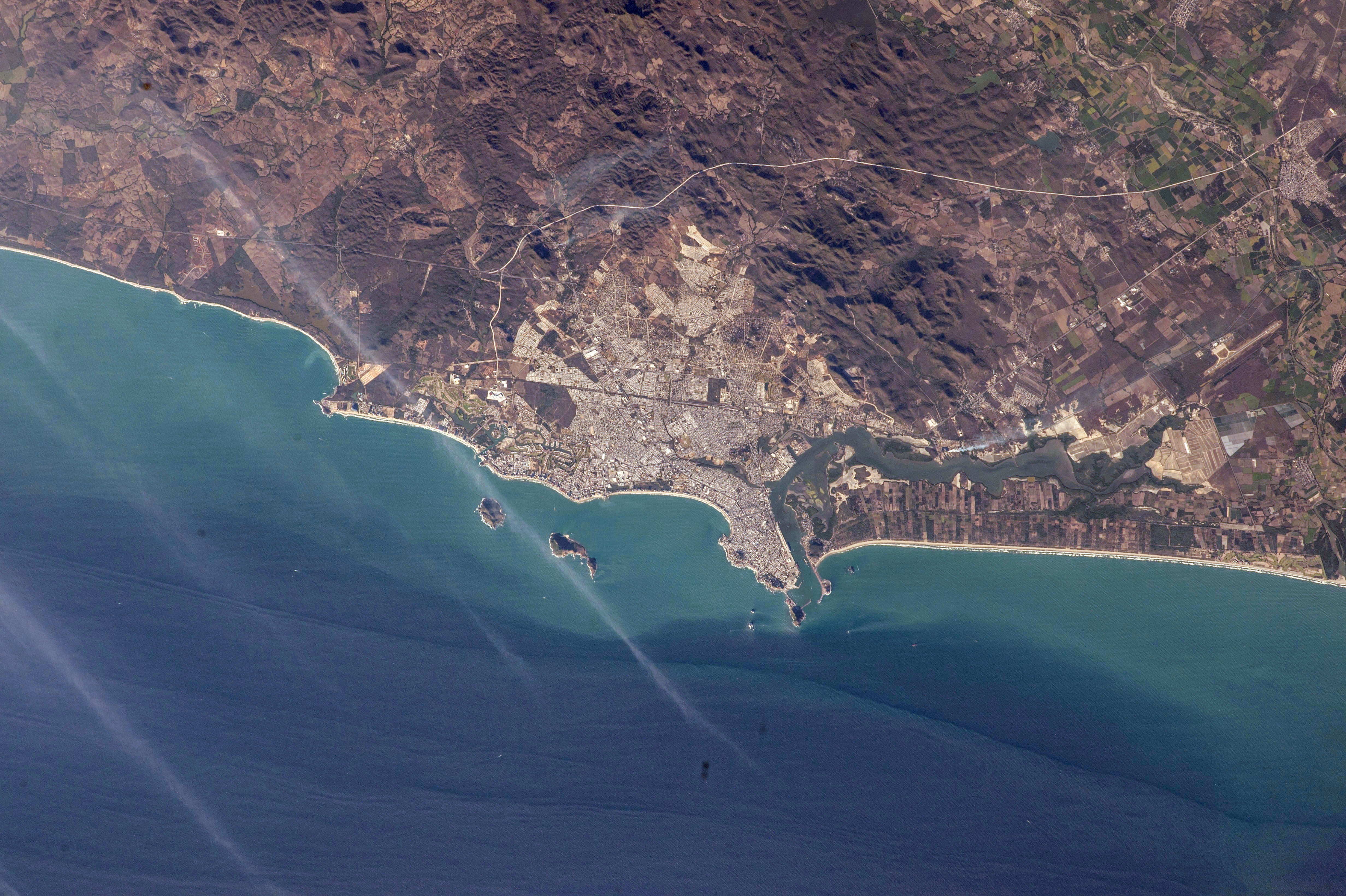
Mazatlán desde la Estación Espacial Internacional.

Las costas del municipio se extienden a lo largo de 80 kilómetros y se constituyen por sedimentos arenosos propios de las playas. En el flanco noroccidental de la cabecera del municipio se localiza una formación clasificada como bermas de sedimentos arenosos. El litoral está constituido por gravas y conglomerados que forman abanicos aluviales y depósitos de talud.
Al sureste de la ciudad se localiza la Laguna del Huizache que ocupa una superficie aproximada de 4000 hectáreas (40.0 kilómetros cuadrados) la cual recibe la influencia marítima a través del estero El Ostial y de agua dulce por un canal de desviación que recibe el agua del río Presidio.
El litoral del municipio acoge tres campos pesqueros dedicados preferentemente a la captura de camarón y en menor escala a la pesca de escama.
Las cooperativas se encuentran distribuidas en los esteros de La Escopama, Salinitas, El Veintinueve, Estero Urías, Laguna del Huizache.
La mayoría de las islas del municipio están formadas por ignimbritas, tobas riolíticas y areniscas tobáceas de color claro alteradas y deformadas.
La isla de los Pájaros se localiza entre las coordenadas ecuatoriales extremas de 106°  longitud oeste y a los 23°  de latitud norte; su superficie es de 0.4 kilómetros cuadrados, 1.1 kilómetros de largo y una amplitud máxima y mínima de 800 a 650 metros respectivamente.
La isla de Venados se localiza entre los 106°  de latitud oeste y los 23°  de latitud norte; su longitud aproximada es de 1,850 metros y un ancho que varía entre los 250 y los 700 metros. Colinda al sur con una isla más pequeña, nombrada Isla de Lobos (llamada erróneamente isla de Chivos). Estas 2 islas, junto con la Isla de Pájaros se consideran "Las 3 Islas de Mazatlán".
La isla del Crestón ubicada en el extremo oeste de la bahía exterior de Mazatlán, tiene una longitud de 700 metros y una amplitud máxima de 800 metros. En esta isla se encuentra situado el Faro de Mazatlán. Al noroeste, a unos 3 kilómetros de distancia se elevan algunas pequeñas islas entre las que sobresalen la "Hermano del sur", y "Hermano del norte" (la primera con 46,3 metros de elevación) y la Roca de la Tortuga con 1,5 metros sobre el nivel del mar en su estribación más alta.
La Isla Chivos es de apariencia similar a la del Crestón, tiene una altitud sobre el nivel del mar de un poco más de 50 metros.
La Isla de la Piedra es la más importante dentro del litoral del municipio, por sus dimensiones es la más extensa de todas ya que dispone de 30 kilómetros cuadrados de superficie y mide aproximadamente 14.5 kilómetros de largo por 2.5 de ancho. A pesar de su nombre la Isla de la Piedra es una península que se conecta al continente en las inmediaciones del aeropuerto internacional de Mazatlán.

### Clima
El régimen del clima de la ciudad de Mazatlán es de tipo tropical semihúmedo seco-lluvioso, con una temporada de sequía ligeramente marcada, con temperatura media anual de 26 °C.
Cabe destacar que durante los meses de verano y con el factor humedad, las temperaturas suelen sentirse muy por encima de lo que marca el termómetro.
Durante el período 1940-1980, en el municipio de Mazatlán se observó un promedio anual de 845 mm de precipitación, con un máximo de 215.4 mm en 24 horas, y 90.4 mm en una hora; en este mismo período el índice promedio al año de evaporación fue de 2146.80 mm; los vientos dominantes son en dirección noroeste a una velocidad promedio de 5.0 metros por segundo.
La sensación térmica en verano está bastante marcada.
| Parámetros climáticos promedio de Mazatlán | Parámetros climáticos promedio de Mazatlán | Parámetros climáticos promedio de Mazatlán | Parámetros climáticos promedio de Mazatlán | Parámetros climáticos promedio de Mazatlán | Parámetros climáticos promedio de Mazatlán | Parámetros climáticos promedio de Mazatlán | Parámetros climáticos promedio de Mazatlán | Parámetros climáticos promedio de Mazatlán | Parámetros climáticos promedio de Mazatlán | Parámetros climáticos promedio de Mazatlán | Parámetros climáticos promedio de Mazatlán | Parámetros climáticos promedio de Mazatlán | Parámetros climáticos promedio de Mazatlán |
| Mes                                        | Ene.                                       | Feb.                                       | Mar.                                       | Abr.                                       | May.                                       | Jun.                                       | Jul.                                       | Ago.                                       | Sep.                                       | Oct.                                       | Nov.                                       | Dic.                                       | Anual                                      |
| ------------------------------------------ | ------------------------------------------ | ------------------------------------------ | ------------------------------------------ | ------------------------------------------ | ------------------------------------------ | ------------------------------------------ | ------------------------------------------ | ------------------------------------------ | ------------------------------------------ | ------------------------------------------ | ------------------------------------------ | ------------------------------------------ | ------------------------------------------ |
| Temp. máx. abs. (°C)                       | 31                                         | 33                                         | 34                                         | 35                                         | 35                                         | 38                                         | 40                                         | 41                                         | 40                                         | 39                                         | 37                                         | 33                                         | 41                                         |
| Temp. máx. media (°C)                      | 25.1                                       | 26.7                                       | 28.7                                       | 31.5                                       | 33.2                                       | 35.1                                       | 36.6                                       | 35.5                                       | 34.7                                       | 31.3                                       | 29.7                                       | 26.5                                       | 32.7                                       |
| Temp. media (°C)                           | 19.4                                       | 20.1                                       | 21.5                                       | 24                                         | 26.8                                       | 29                                         | 29.8                                       | 29                                         | 28.7                                       | 27                                         | 23.4                                       | 20                                         | 26                                         |
| Temp. mín. media (°C)                      | 11.7                                       | 12.1                                       | 13.3                                       | 15.5                                       | 18.4                                       | 23.1                                       | 25.4                                       | 25.2                                       | 24.7                                       | 21.6                                       | 16.1                                       | 12.6                                       | 18.3                                       |
| Temp. mín. abs. (°C)                       | 2.5                                        | 4.6                                        | 6                                          | 9                                          | 11                                         | 13                                         | 18                                         | 18                                         | 16                                         | 12                                         | 7                                          | 4                                          | 2.5                                        |
| Precipitación total (mm)                   | 10.2                                       | 8.3                                        | 4.2                                        | 1.6                                        | 8                                          | 35                                         | 192.8                                      | 256.7                                      | 202.4                                      | 80.0                                       | 25.3                                       | 20                                         | 844.5                                      |
| Humedad relativa (%)                       | 64                                         | 61                                         | 57                                         | 54                                         | 55                                         | 60                                         | 70                                         | 80                                         | 82                                         | 69                                         | 65                                         | 67                                         | 65.3                                       |
| Fuente: Weatherbase                        |                                            |                                            |                                            |                                            |                                            |                                            |                                            |                                            |                                            |                                            |                                            |                                            |                                            |

### Flora y fauna
Su flora consiste en tabachines, eucaliptos, laureles y álamos. Su fauna tiene aves como patos, garzas, pelícanos, también hay armadillos, mapaches y gran variedad de especies marinas como ballenas, lobos marinos, tortugas, delfines y peces, el venado cola blanca es uno de los principales animales que caracterizan a Mazatlán. Hoy en día hay menos animales y plantas que antes, pues el hombre ha cambiado el ecosistema.

## Economía
El turismo y la pesca son las principales industrias de Mazatlán. La ciudad alberga los principales centros turísticos de playa y tiene la segunda mayor flota pesquera de México.[cita requerida] La mayoría de los productos del mar procesados en la ciudad son el camarón y el atún.
El primer hotel en Mazatlán con un restaurante en su interior fue nombrado Cantón de La Fonda y fue operativo en 1850. Era propiedad de un inmigrante chino, Luen-Sing, que se refieren al establecimiento como el Hotel Luen-Sing.
En 1864 había tres hoteles de Mazatlán y tres restaurantes, con más apertura a finales del siglo XIX. Hoy en día, más de veinte kilómetros de playas son la atracción principal, y la ciudad contiene un gran número de hoteles, restaurantes, bares y tiendas.
La ciudad es también el hogar de una cervecería, una fábrica de café y dos plantas de energía eléctrica. Es sede de la Comisión Nacional de Acuacultura y Pesca (CONAPESCA).
- Paracaidismo en Mazatlán.
- Kitesurf en Mazatlán.
- Flyboard en Mazatlán.

## Demografía
La ciudad de Mazatlán cuenta según datos del Censo de Población y Vivienda 2020 del Instituto Nacional de Estadística y Geografía (INEGI) con una población de 441,975 habitantes, representando un incremento de 60,392 habitantes respecto al censo de 2010.Por su población es la 40.ª ciudad más poblada de México y la 2.ª ciudad más poblada de Sinaloa. Gran parte de su historia fue la ciudad más poblada del estado de Sinaloa pero terminó cediendo definitivamente el lugar a la ciudad de Culiacán Rosales en la década de  1950 después de ser la ciudad más poblada desde finales del siglo XIX y la primera parte del siglo XX.
| Gráfica de evolución demográfica de Mazatlán entre 1900 y 2020                                    |
|                                                                                                   |
| Población de los censos del Instituto Nacional de Estadística y Geografía (INEGI) de 1900 a 2020. |

### Educación
Mazatlán cuenta con diversas instituciones que ofrecen una amplia gama de profesiones para los egresados de preparatoria.
La Universidad Autónoma de Sinaloa, de carácter público, es la principal institución educativa de Mazatlán. También se cuenta con diversas universidades privadas que cubren ampliamente la demanda educativa en crecimiento.

#### Universidades en Mazatlán
- Centro de Estudios Superiores del Sur de Sinaloa - Campus Mazatlán
- Escuela Náutica Mercante de Mazatlán
- Instituto Politécnico Nacional - Campus Mazatlán
- Instituto Tecnológico Superior de Sinaloa
- Tecnológico Nacional de México Campus Mazatlán - ITMAZ
- Universidad Autónoma de Durango - Campus Mazatlán
- Universidad Autónoma de Sinaloa
- Universidad de Occidente - Campus Mazatlán
- Universidad del Pacífico Norte
- Universidad Pedagógica del Estado de Sinaloa - Campus Mazatlán
- Universidad Politécnica de Sinaloa
- Universidad Tec Milenio - Campus Mazatlán

## Salud

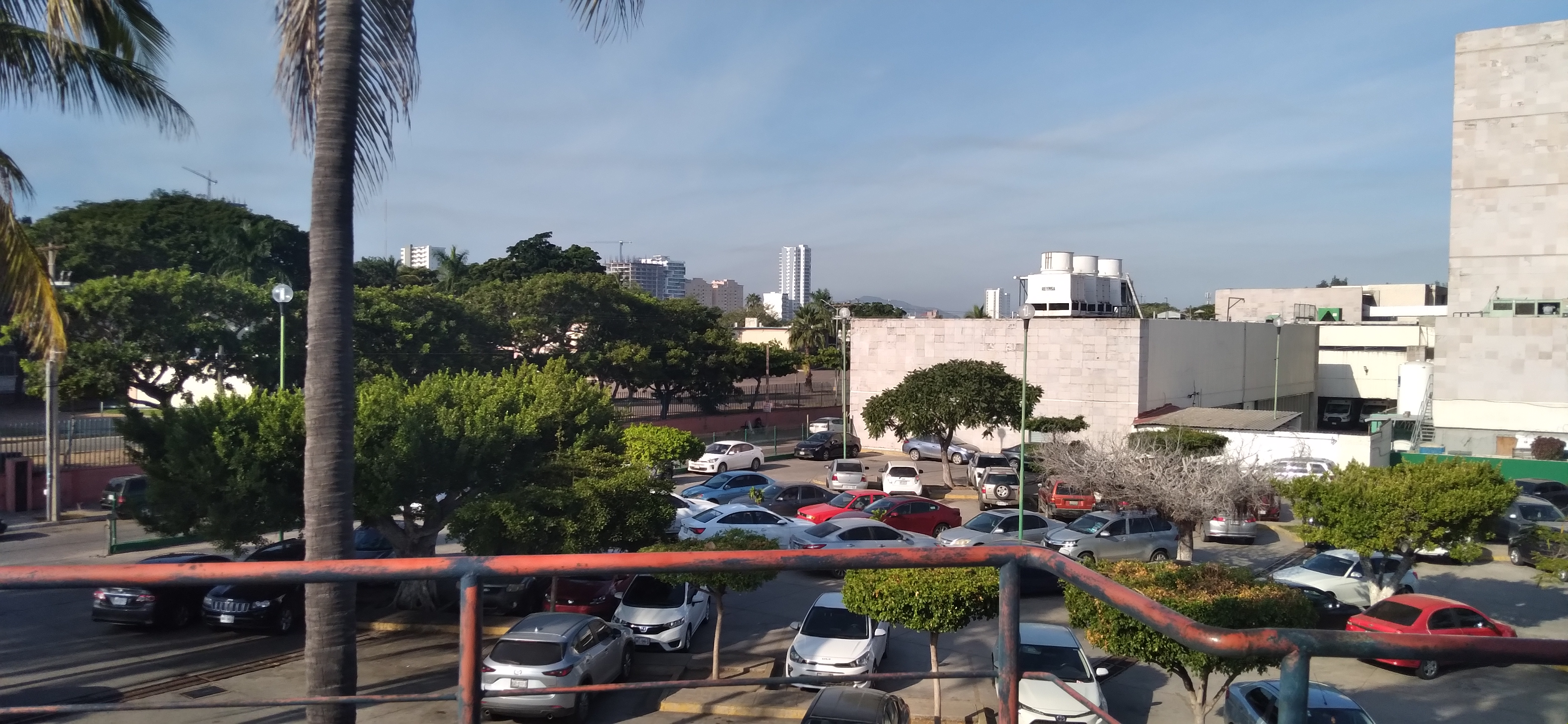
IMSS Mazatlán

Mazatlán cuenta con un sistema de salud dividido entre el sector público y el sector privado, dentro del primero podemos encontrar el Hospital Genera ''Dr. Martiniano Carvajal'', IMSS, ISSSTE Mazatlán, en el sector privado encontramos dentro de los más relevantes al Hospital Marina Mazatlán, Clínica del Mar, Hospital Sharp Mazatlán, entre otros.

## Transporte

#### Aeropuerto
- Aeropuerto Internacional General Rafael Buelna

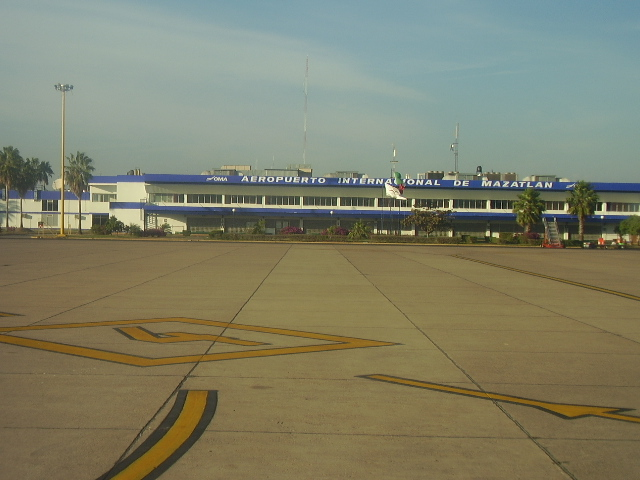
Aeropuerto Internacional de Mazatlán

El aeropuerto internacional de mazatlán es el segundo más importante de Sinaloa, después del Aeropuerto Internacional Federal de Culiacán y tiene una terminal con dos salas. Se encuentra en la zona sureste de la ciudad y es uno de cuatro aeropuertos en México que tiene un Centro de Control de Área (Centro Mazatlán).

#### Vialidades
La ciudad de Mazatlán se encuentra conectada mediante múltiples vialidades, las principales siendo:
- Carretera Federal 15
- Carretera Federal 40
- Autopista Durango-Mazatlán

#### Central de Autobuses de Mazatlán

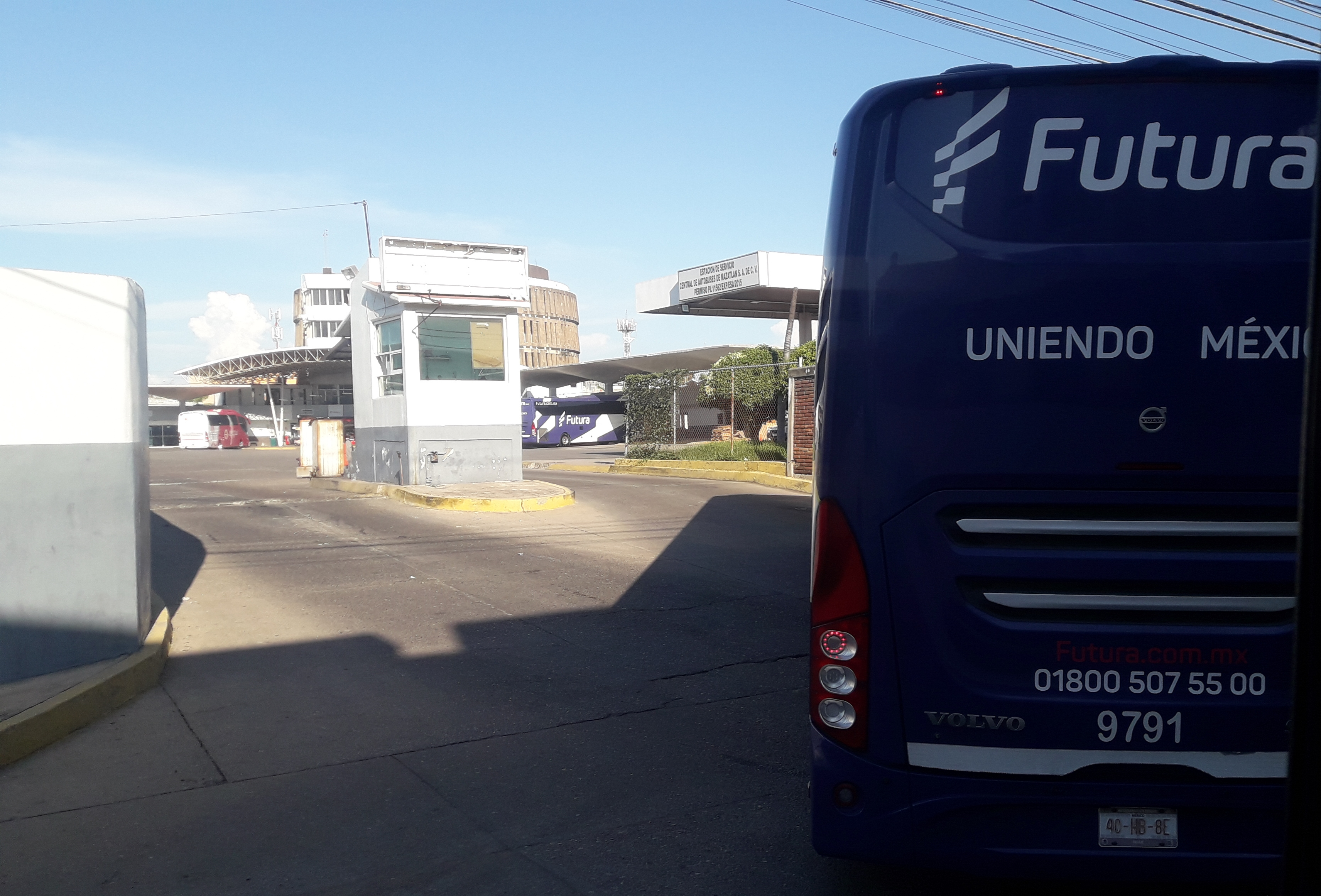
Autobús llegando a la terminal

La central de autobuses de Mazatlán es la terminal de autobuses de la ciudad, ubicada cerca del malecón y el centro de la ciudad en la colonia Palos Prietos, con llegadas y salidas hacia múltiples ciudades dentro y fuera del estado de Sinaloa.

#### Otros medios de transporte
Al viajar a Mazatlán, indudablemente uno de los atractivos es subirse a las famosas pulmonías, el medio de transporte que se ha vuelto el preferido de los turistas, ya que al subirse se puede disfrutar de los paisajes mazatlecos y la majestuosa vista del mar cuando se traslada de un sitio a otro.
Las pulmonías se han convertido en un atractivo turístico que desde hace más de 50 años se han ganado un lugar como un ícono de la ciudad, es por ello que desde 1998 tiene su propio monumento ubicado en el Malecón.
El 20 de diciembre de 1965 la primera pulmonía hizo su aparición en el puerto gracias a Miguel Ramírez, conocido como "El Chícharo", quien ideó este vehículo. La leyenda que se cuenta dice que "El Chícharo" vio a la venta unos carritos motorizados de 3 ruedas que estaban siendo vendidos por una empresa que vendía aire acondicionado, estos se usaban para repartir mercancías, pero no lograron tener éxito.
La ciudad igualmente posee una red de autobuses y taxis en la ciudad como parte del sistema de transporte público, de igual manera se puede optar por rentar un automóvil.

## Gastronomía

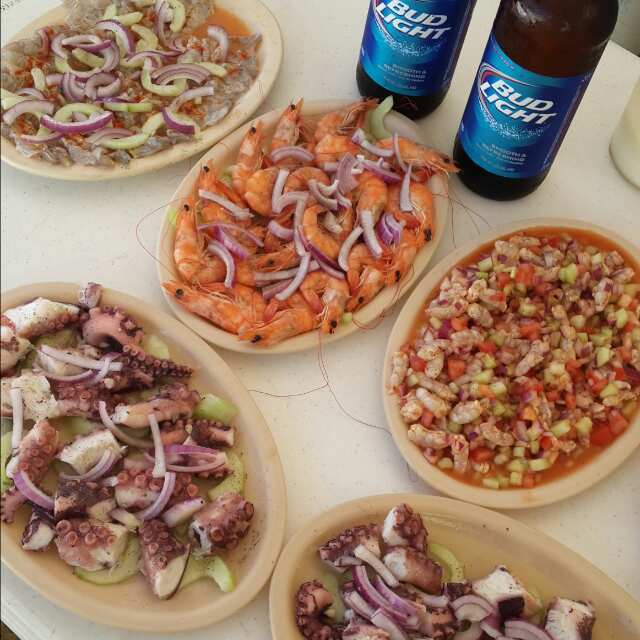
Platillos locales de Mazatlán.

En Mazatlán, hay una gran variedad de mariscos frescos favoreciendo la preparación en especial de los ceviches, cócteles, el pescado zarandeado y el aguachile. Ya es tradicional en la ciudad la elaboración de marlín y atún ahumado, el chilorio y el pollo asado estilo Sinaloa que ya ha trascendido fronteras. Algunos otros platillos de la región que se han vuelto famosos son los tamales barbones (hechos con camarón), los tacos Gobernador, la machaca de pescado y el pastel de atún frío (acompañado con frijoles puercos).

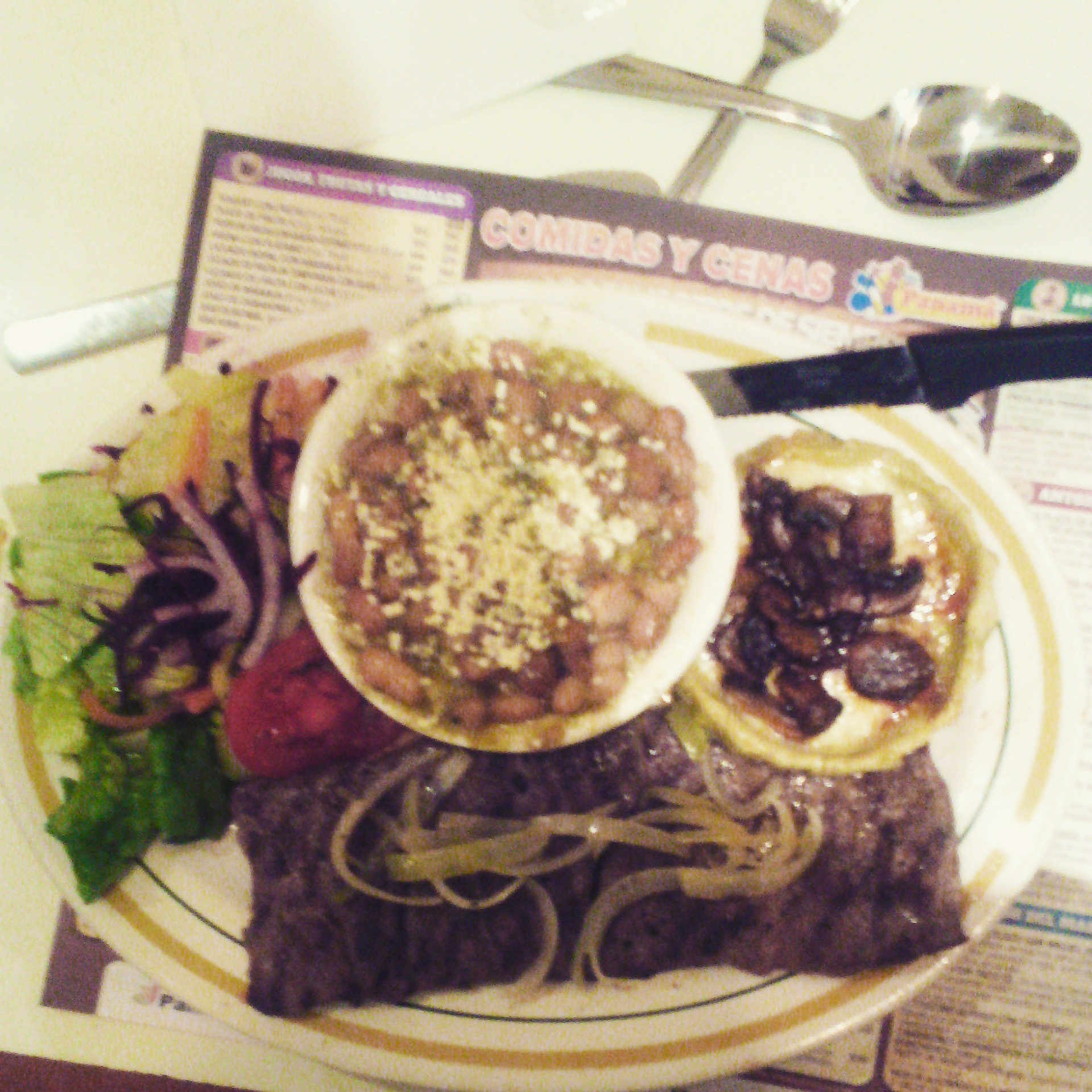
Platillo en un restaurante de Mazatlán.

Las bebidas en la ciudad son tan variadas, pues se puede encontrar una enorme variedad de aguas frescas como la horchata, cebada, coco, la denominada «CocoHorchata» y el Tejuino; vinos y por supuesto, una variedad de cervezas, en donde la más conocida es la cerveza local denominada Cerveza Pacífico que tiene su fábrica en la ciudad.
Otra bebida muy conocida de la región es un refresco sabor vainilla llamado "Tonicol".
Entre los dulces típicos se encuentran las cocadas, jamoncillos, capirotada blanca y los suaves, malvaviscos con coco hechos en la región. Además, de toda la variedad en gastronomía, como el raspado de ciruela y la nieve de pay de queso o de yogur con arándanos.

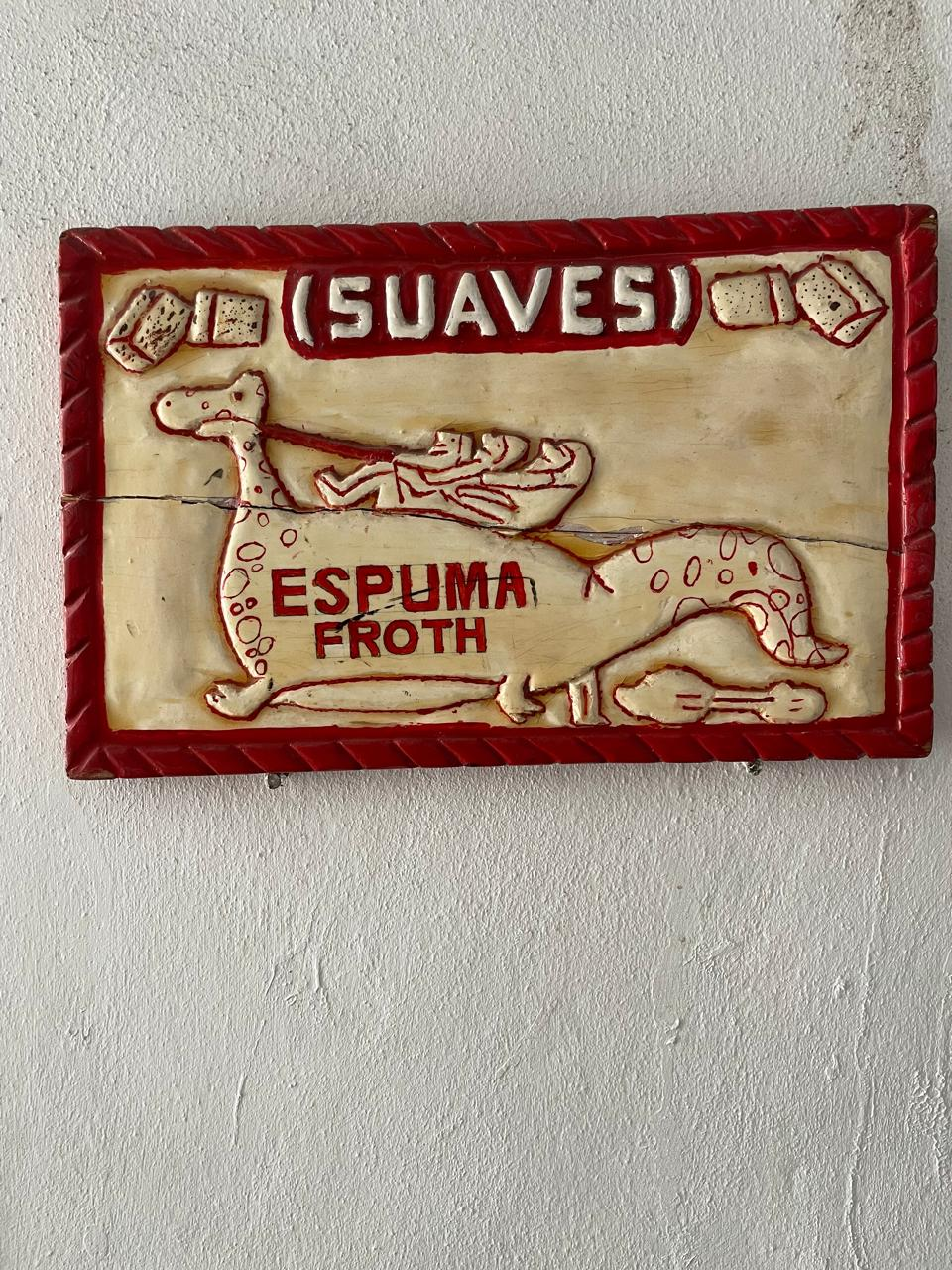
Suaves de Mazatlán

## Destinos

### El mural más grande del mundo
El mural Desarrollo histórico, económico y turístico del Mar de Cortés está instalado en el Centro Internacional de Convenciones, una edificación moderna y vanguardista. Está realizado por 105 piezas de concreto y acero de 5 x 3 metros cada una, forman una sola unidad de 24.56 de altura por 68.34 metros de largo. Su creador tardó un año y medio en su realización. Es un logro donde se une la ingeniería y la visión artística de su autor, Ernesto Ríos Rocha. El mural está registrado en el libro Guinness de los récords desde el año 2009, por ser el más grande del mundo, realizado por un solo artista, y la fusión de técnicas para su elaboración.

### Malecón de Mazatlán
Es considerado uno de los más largos del mundo, tiene una longitud de 21 km aproximadamente, a lo largo del litoral del Pacífico, entre los cuales se pueden encontrar desde grandes acantilados, monumentos, glorietas, edificios antiguos, hoteles, etc.
El malecón de Mazatlán está compuesto por una serie de vialidades panorámicas con espacio de paseo peatonal cuyo nombre varía a lo largo del recorrido según la etapa o momento de su construcción; de sur a norte las calles que lo componen son:
- Calz. Joel Montes Camarena: una pequeña vialidad que comunica el faro, que solía ser una isla, con el resto de la ciudad.

- Paseo del Centenario: inicia en la calle anterior y bordea por el oeste al cerro del Vigía, donde se aprecian acantilados, fue construido para conmemorar el centenario de la Independencia de México.

- Paseo Olas Altas: Es la sección más antigua del malecón, originalmente fue un dique para evitar problemas de inundación en la ciudad en la década de 1830, posteriormente se construyó un terraplén que se utilizó como espacio urbano y de esparcimiento, fue de los primeros espacios de la ciudad con alumbrado público, esta sección del malecón es de las más representativas de la ciudad se encuentra entre el cerro de la Nevería y el cerro del Vigía.

- Paseo Claussen: Fue construido a la par que el paseo del Centenario, cerca de 1910. Bordea el cerro de la Nevería y termina en la bahía Puerto Viejo. Se le nombró así en honor a Jorge Claussen, quien estaba al mando del organismo de obras públicas de Mazatlán e impulsó el proyecto de los Paseos del Centenario y del que llevaría su nombre.

### Parque Central Mazatlán
El proyecto del parque Central de Mazatlán se encuentra al surponiente de la ciudad, a un costado del malecón. Tiene una extensión de 32.54 ha y su emplazamiento en el área central de Mazatlán le otorga jerarquía y un potencial importante de uso local y turístico. El parque Central representa la oportunidad de otorgarle a los habitantes de la ciudad un espacio abierto educativo, recreativo, cultural y deportivo de calidad con andadores, ciclovías, vialidad vehicular, áreas de pic nic, áreas de descanso, juegos infantiles y jardines para fiestas, áreas para adultos mayores, áreas de foodtruck, área de conciertos, estanques, areneros, canchas de futbol, voleibol y basquetbol, skatepark, edificio para talleres, comercio, restaurantes, sanitarios, entre otras cosas.

### El Acuario de Mazatlán
Desde su apertura el 13 de septiembre de 1980, el Acuario de Mazatlán es uno de los más completos y mejores de su especie en América. Según la Institución "Tiene como objetivo primordial que el público aprenda a respetar el ecosistema marino del cual dependemos y somos parte intrínseca a través del conocimiento de las especies marinas.”
Se divide en dos áreas principales que son el acuario y el jardín botánico; juntos, albergan las siguientes instalaciones:

#### Acuario
- Sección 1: Peces Marinos y Medusas.
- Sección 2: Peces Marinos y Exhibición de Buceo.
- Sección 3: Peces de Agua Dulce, Pecera Central y Pecera de Tiburones.

- Exhibición de Buceo: Se nada con 2 Tiburones de Especie Gata, 2 Tortugas de Especie Carey, 50 Peces de Especies diferentes, 2 Rayas Tecolote y 1 Raya Gavilán; Esta actividad se encuentra disponible para el público.

- Museo del Mar: Exposiciones Temporales y Exhibición permanente de conchas, caracoles y piezas relacionadas con el Ecosistema Marino.

- Jardín Botánico: 1 hectárea. Consta de 75 especies de árboles de diferentes lugares del mundo así como especies regionales del Estado de Sinaloa.

- Estanque de Lobos Marinos: Lobos Marinos realizando fantásticos números en compañía de empleados del lugar.
- Ranario: 21 acuaterrarios en los cuales se exhiben alrededor de 13 especies y un total de 120 organismos aproximadamente (Rana de Zacate, Sapito de Espolones, Rana verde Arborícola, Rana Pinta, Sapito Mazatleco y Sapo Gigante).

- Pecera Oceánica: Un total de 50 especies entre las que destacan los Tiburones Limón, El Pez Mero Gigante, Tortuga Golfina, Tortuga Carey, Rayas, Pargos, Peces Mariposas, Jureles, entre otros.

- Aviario: Se exhiben alrededor de 13 especies de aves que habitan el Estado de Sinaloa: Pavorreales, Patos de Collar, Pelicano Blanco, Pelicano Pardo, Codorniz, Pato Pichichin, Paloma Ala blanca, entre otros.

- Cactario y Cocodrilario
- Show de Animales Cazadores

- Tanque de mantarrayas

#### Tiburonario
Es una de las atracciones más esperadas y polémicas no solo a nivel local, sino también nacional e internacional. Esta obra comenzó a edificarse por medio de la aportación monetaria del Gobierno del Estado de Sinaloa en el año del 2008, y se inauguró hasta finales del 2016. A pesar del retraso del proyecto, a mediados de 2016 el gobierno municipal bajo la administración del entonces presidente Carlos Felton, quien por motivos políticos, se encargó de acelerar los esfuerzos para que pudiese ser él quien cortase el listón en la inauguración de esta pecera. Directivos del recinto trabajaron en contratar más personal para laborar dentro del tanque, aún a pesar de que los albañiles y los trabajadores de construcción no tenían conocimientos y gran experiencia previa de los materiales y acrílicos que se desinstalaron, manipularon y reinstalaron; debido en parte a la novedosa naturaleza del proyecto. En noviembre y diciembre de 2016 los esfuerzos de apresurar la obra estaban dando resultados. Posteriormente el gobierno estatal cedió dirección a la directiva y personal de Acuario Veracruz,  y fue a finales del mes de diciembre que cortaron el listón y abrieron al público el tiburonario tan esperado, aunque todavía no era terminado en su totalidad además de que faltaban obras de mantenimiento en los acrílicos, este trabajo fue pasado a la siguiente administración que presidió el Lic. Fernando Pucheta, los nuevos directivos tomaron las riendas y se pusieron al corriente con la agenda a través del personal de mantenimiento, pues el antiguo director no quiso tener contacto con la nueva administración y dar explicaciones e información sobre los trabajos que aún se estaban realizando en esta mega pecera,  salió antes de que la mueva directora tomara el cargo. Los trabajos pendientes en el tiburonario siguieron haciéndose aunque el personal que los realizaba desde un principio no estaban preparados. Desde principios del 2016 la empresa Reynolds de Estados Unidos ofreció sus servicios y conocimientos para integrarse a la reparación de este recinto pero el antiguo director nunca quiso tener comunicación con esta empresa, misma que era la que fabricaba los acrílicos de esas dimensiones y el director Gómez Llanos optó por trabajar con un intermediario y recibir asesoría por la gente encargada del mantenimiento del Acuario de Veracruz y la mano de obra de constructores y albañiles locales que no estaban familiarizados con este tipo de obras, así que la garantía del trabajo hecho pasaría a manos del mismo Acuario Mazatlán. Todo parecía funcionar bien hasta que a finales del mes de enero cuando un acrílico rompió y comenzó una filtración de agua salada hacía las áreas comunes del recinto. El tiburonario desde ese día fue clausurado y cerrado a todo público.

#### Proyecto Parque Central
Dentro del proyecto del parque Central Mazatlán se encuentra la reconstrucción de un nuevo acuario, que se encontrará en el mismo sitio del actual, y que llevará por nombre "Acuario Mar de Cortés". Se menciona también que contará entre sus instalaciones, con la sala “El Mundo Mágico de Jaques Cousteau”, en reconocimiento al reconocido oceanógrafo francés, quien  posicionó al golfo de California como El Acuario del Mundo. Esta área aspira a convertirse en un centro de investigación científica de la vida marina a través de alianzas con fundaciones internacionales, instituciones educativas y otros centros de investigación que cuenten con programas y fondos para la conservación de la naturaleza. Esta concentración y generación de conocimiento tendrá en el acuario una herramienta de difusión por medio de exposiciones interactivas, videos y material gráfico.

### Faro Mazatlán
En el año 1821, la ciudad de Mazatlán recibió por decreto de las Cortes de Cádiz su certificación como el primer puerto de altura del Pacífico Mexicano. Hecho de relevancia que le abre las puertas al comercio internacional. La anterior decisión aunada al rápido crecimiento de los grandes consorcios mineros y comerciales, trae como consecuencia que el tráfico naviero se intensificara. En esos tiempos era bastante común que cada año llegaran al puerto más de 60 navíos provenientes de Europa y del lejano Oriente, cargados con diferentes tipos de mercancía. Barcos que después de varios días de estancia y avituallamiento, partían hacia sus puertos de origen cargados de barras de oro y plata de las ricas minas de la región.
No obstante que en esa época, el puerto de Mazatlán cada día que pasaba tenía más tráfico portuario, inexplicablemente aunque parezca increíble durante un periodo de siete años no existió ninguna señalización que permitiera a los marinos el ubicarse y realizar acercamientos al puerto con la debida exactitud, sin que ello significara poner en peligro a sus embarcaciones.
Es en el año de 1828, cuando la isla El Crestón se empieza a utilizar para señalamiento marítimo. Hay crónicas que señalan que en los primeros sesenta años, las facilidades que existían en la cima del imponente cerro eran muy modestas, tan solo un templete de mampostería, sobre el que se encendían antorchas y hogueras alimentadas de madera y carbón, que producían una tenue luz que solo podía distinguirse a muy poca distancia. Esta situación mejoró con los años, al empezar a usarse lámparas de aceite y kerosene, que ya permitían una luz más fija, intensa y penetrante.
De acuerdo a las crónicas existentes, es en el año de 1892, siendo presidente del H. Ayuntamiento del Puerto el Sr. Bernardo Vázquez, cuando se empiezan las primeras construcciones del Faro. Estas obras estuvieron a cargo de uno de los más reconocidos ingenieros de la ciudad, José Natividad González, quien además fungía como el director de la Junta de Mejoras Materiales. Pero no es sino hasta el año de 1930, en tiempos del Gobernador Gral. Macario Gaxiola, cuando se empiezan a hacer las adaptaciones finales a la casa del Faro y se construye, desde un punto conocido como “Punta Pala” localizado en el cerro del Vigía, la ampliación de la escollera del cerro de la “Azada” y su relleno artificial. Estos trabajos permitieron que la isla El Crestón dejara de ser un cuerpo de tierra separado del puerto de Mazatlán y quedara configurada en la forma como la conocemos en la actualidad.
Es a principios de los años 1920 que su sistema de iluminación se cambia al empezar a utilizar lámparas con filamentos eléctricos.

### Banda sinaloense
La Banda Sinaloense o Tambora Sinaloense es un tipo de ensamble musical, de género musical tradicional y popular, el cual es culturalmente establecido a principios de los años veinte en el Estado de Sinaloa, región noroeste de México. Es un género con remanentes europeos al estilo organológico de la Fanfarria europea, sin embargo, como muchos otros ensambles de viento tradicionales en México, interpreta un repertorio variado en las formas musicales, en el que predominan sones tradicionales, rancheras, corridos, polkas, valses, mazurcas, chotis, todo ello adaptado a la sensibilidad de los habitantes de esta región mexicana; además de música popular como balada romántica y cumbia.

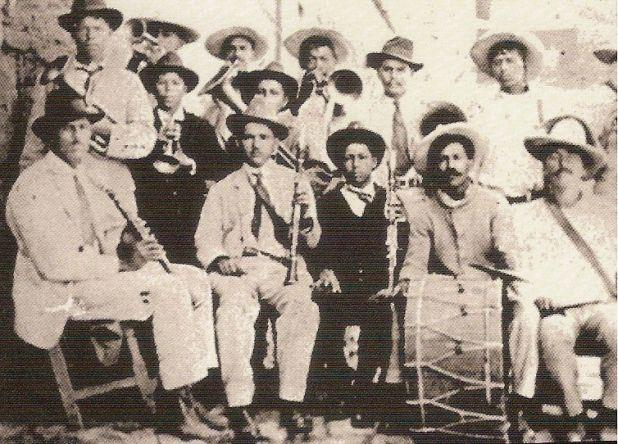
Ejemplo de una Banda Sinaloense originaria de Culiacán a principios de 1900.

El particular sonido de la banda sinaloense es muy similar al de las bandas de viento alemanas y francesas, en lo cual radica la diferencia en la ejecución musical de las bandas del centro-norte de Sinaloa y al sur de este estado. En la zona centro-norte, el fraseo musical es más ligero y matizado, un estilo más occidental europeo y en el sur, el estilo tiene un fraseo muy marcado y un poco menos matizado en la ejecución, algo más influenciado por el estilo bávaro alemán, lo que hizo que diversos investigadores, ubicaran su origen en estas regiones, sobre todo al considerar la intervención extranjera en el estado ya que, a principios de siglo, estaba habitado principalmente por inmigrantes alemanes. Sin embargo, la etnomusicóloga suiza Helena Simonett explica que las primeras bandas sinaloenses se formaron por gente que desertaba de las bandas militares y las municipales y se iba a vivir a los pueblos serranos, añadiendo así crédito a los fundadores sinaloenses, que con la influencia rítmica Mayo-Yoreme han contribuido a su esencia. Es por esto que se refuerza la teoría de influencia francesa y española sobre la influencia alemana en otras regiones de Sinaloa, pues el desarrollo de la música de tambora sinaloense tiene registros y antecedentes anteriores en lugares lejanos de la sierra de Sinaloa donde no existió la influencia alemana, sin embargo, sí influencia francesa posguerra de intervención, así como los remanentes culturales españoles. Así también la evidencia de la conformación organológica de las primeras agrupaciones sinaloenses, por ejemplo: La Banda El Recodo de Cruz Lizárraga de 1938 que tenía una marcada influencia alemana en su estilo de ejecución, con su instrumentación que incluía instrumentos de cuerda, en contraste con La Banda Los Tacuichamona de 1888, La Banda Los Sirolas de Culiacán (1920) y La Banda de Los Hermanos Rubio (1929) de Mocorito, cuya integración instrumental eran exclusivamente de instrumentos de aliento y percusión al estilo Galo-Ibérico de la fanfarria, así como también su ejecución.
Agrupaciones exponentes del género
- Banda El Recodo
- La Original Banda El Limón
- La Arrolladora Banda El Limón
- Banda Los Recoditos
- Banda MS
- Banda San José de Mesillas
- El Coyote y su Banda Tierra Santa
- Julión Álvarez y su Norteño Banda
- La Adictiva
- Banda Los Sebastianes

Entre otras. Aunque muchas Bandas con la organología de la Banda sinaloense, pretendan usar este nombre, el ejercicio profesional de las mismas, tanto sus grabaciones como sus años de experiencia, repertorio y su instrumentación, son el concluyente para denominar una Banda sinaloense desde su origen; Pues muchas bandas que anteriormente fueron "Tecnobandas" como, La Cuisillos y la Pelillos, hacían uso de instrumentación ajena al género tradicional. Bandas sinaloenses existirán muchas y seguirán formándose por todo México gracias a la comercialización del género, sin embargo, el repertorio y su modo de ejecución será siempre el símbolo que denomine a una banda musical con el nombre de "Sinaloense", y se distinga del sonido muy auténtico y rico de otras bandas mexicanas, como lo son: "El Tamborazo Zacatecano", "Frijol con Hueso", "Banda musical del Bajío", "Banda de Viento Michoacana", "Banda Tradicional Oaxaqueña" y "Banda de música Morelense".

### Playas principales
- Olas Altas. Es la playa con mayor referencia histórica de Mazatlán, se ubica en la parte sur de la ciudad, a unos metros del Centro Histórico. En la sección del malecón que pasa por Olas Altas se pueden apreciar diversos monumentos, tales como El Escudo, que contiene los escudos de Sinaloa y de Mazatlán; El Venado, estatua de un venado referente a la etimología del nombre de la ciudad; Monumento a Pedro Infante; Monumento a La Continuidad de la Vida; Monumento a la Mujer Mazatleca; también se encuentra el restaurante "Puerto Viejo".
- Playa Sábalo. Se encuentra en la Zona Dorada y es de las principales de Mazatlán. Uno de sus principales atractivos es que sus olas son de fuerza moderada, perfectas para hacer jet ski o hacer pesca [20]que se lleva a cabo en mar dentro, además es perfecto para descansar en familia.[21]

## Deportes

### Béisbol
Los Venados de Mazatlán participan en la Liga Mexicana del Pacífico, el equipo tiene 9 campeonatos en su historia en la liga y 2 campeonatos en la Serie del Caribe. El equipo juega de local en el estadio Teodoro Mariscal.
La Liga Mexicana del Pacífico es el campeonato de béisbol profesional de más alto nivel durante el invierno en México. La temporada regular se desarrolla entre los meses de octubre y diciembre, dejando el mes de enero para los playoffs.
Actualmente la liga está conformada por 10 equipos.
Cabe destacar que el equipo campeón representa a México en la Serie del Caribe realizada en el mes de febrero contando con los respectivos equipos campeones de: Colombia, México, Panamá, Puerto Rico, República Dominicana y Venezuela.

### Baloncesto
Los Venados de Mazatlán participan en el Circuito de Baloncesto de la Costa del Pacífico, el equipo tiene 1 campeonato en su historia en la liga. El equipo juega de local en el Centro de Usos Múltiples de Mazatlán.
El CIBACOPA es una liga de baloncesto profesional, la más importante del Noroeste de México. La temporada regular se juega desde los últimos días de marzo y termina hasta los primeros días de junio, mientras que los playoffs comienzan a principios de junio y terminan los primeros días de julio.
Actualmente la liga está conformada por 10 equipos.

### Fútbol

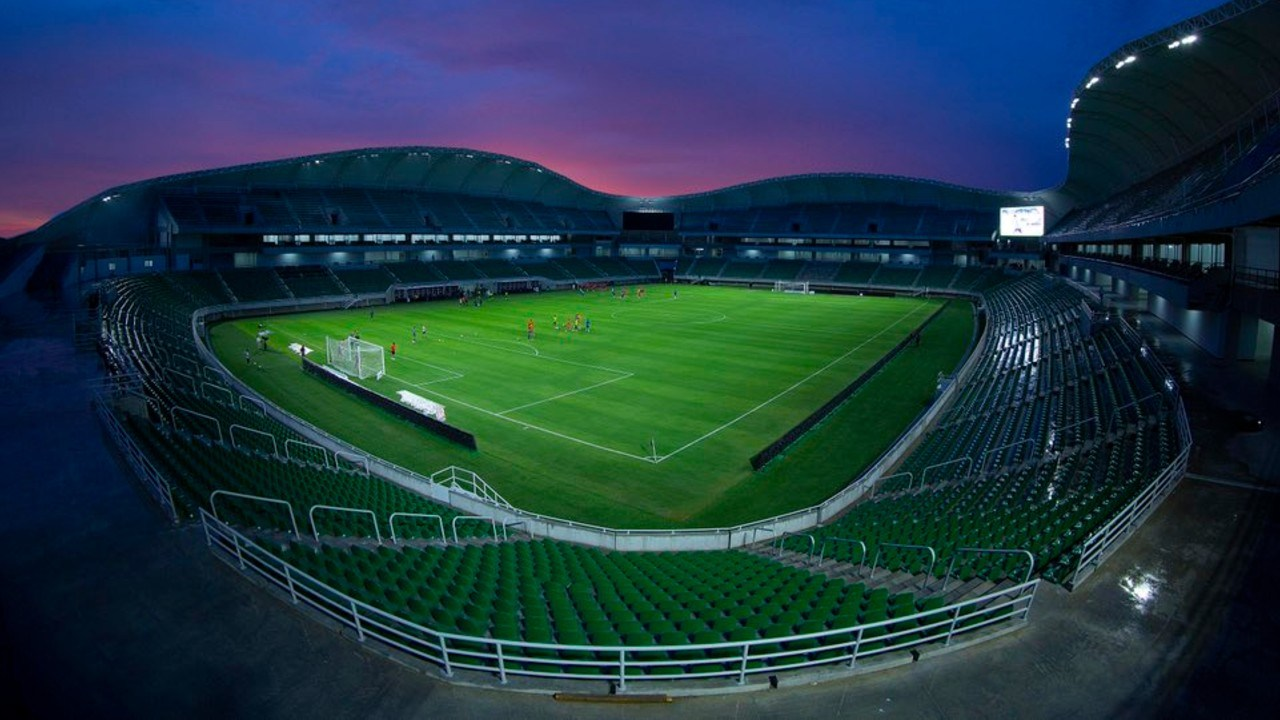
Estadio El Encanto

El Mazatlán Fútbol Club participa en la Liga BBVA MX, el equipo aún no cuenta con ningún campeonato en su historia. El equipo juega de local en el estadio de Mazatlán.
La Liga BBVA MX es la máxima categoría masculina del Sistema de ligas de México y la principal competición de clubes del país. La temporada se juega con dos torneos cortos por ciclo anual futbolístico (cada uno con su campeón) denominados Apertura y Clausura (en ese orden). El campeonato se define por medio de una fase final posterior a cada fase regular, conocida como liguilla; clasifican a ella los doce primeros lugares de la tabla general.
Actualmente la liga está conformada por 18 equipos.

## Relaciones internacionales

### Ciudades hermanadas
La ciudad de Mazatlán está hermanada con ciudades las siguientes ciudades alrededor del mundo:
- Santa Mónica, Estados Unidos en 1961.[22]
- Hamm, Alemania en 1978.[23][24]
- Grande Prairie, Canadá en 2008.[25][26]
- Brownsville, Estados Unidos en 2012.[27][28]
- Pharr, Estados Unidos en 2012.[27][29]
- Tucson, Estados Unidos en 2012.[30]
- Monterrey, México en 2014.[31][32][33]
- Saltillo, México en 2014.[31][32][33]
- Heroica Matamoros, México en 2014.[31][32][33][34]
- Reynosa, México en 2014.[31][32][33]
- Ciudad Benito Juárez, México en 2014.[31][32][33]
- Torreón, México en 2014.[31][32][33]
- Victoria de Durango, México en 2014.[32][33]
- Gómez Palacio, México en 2014.[32][33]
- Ciudad Lerdo, México en 2014.[32][33]
- Culiacán, México en 2014.[31][32][33]
- Ahome, México en 2014.[31][32][33]
- Chihuahua, México en 2014.[31][32][33]
- Ciudad Juárez, México en 2014.[31][32][33]
- Tepic, México en 2014.[31][32][33]
- Zacatecas, México en 2014.[31][32][33]
- Port Isabel, Estados Unidos en 2014.[35]
- South Padre Island, Estados Unidos en 2014.[36]
- San Benito, Estados Unidos en 2014.[37]
- Pico Rivera, Estados Unidos en 2014.[38]
- Playa del Carmen, México en 2019.[39][40]
- Acapulco, México en 2020.[34][41]
- Navojoa, México en 2020.[34]
- Playas de Rosarito, México en 2020.[34]
- Los Cabos, México en 2020.[34]
- Coatzacoalcos, México en 2020.[34]
- Teotihuacán de Arista, México en 2020.[34]
- Axapusco, México en 2020.[34]
- Dolores Hidalgo, México en 2020.[42][43][44]
- Uriangato, México en 2021.[44]
- Córdoba, México en 2020.[44]
- Mission, Estados Unidos en 2021.[45]
- Ecatepec de Morelos, México en 2022.

### Consulados
La ciudad de Mazatlán cuenta con agencias consulares de los siguientes tres países:
- Agencia Consular de Canadá.[46]
- Agencia Consular de Estados Unidos.[47]
- Agencia Consular de Francia.[48]